# Aguna
L'aguna (o agunaco o awuna) és una llengua que parlen els agunes de Benín i de Togo. Segons l'ethnologue, el 1992 hi havia 3.470 agunes a Benín (segons el joshuaproject n'hi ha 7.100). Els parlants d'aguna parlen a la zona de l'aldea Agouna, situada al municipi de Djidja, al departament de Zou. Segons el mapa lingüístic de Togo, també es parla a la zona fronterera d'aquest país amb Benín, tot i que no hi ha dades dels seus parlants. A Togo es parla al sud-est del país, a l'extrem sud-est de la regió dels Altiplans, al nord i sud del Bosc de Togodo, a les dues vores del riu Mono, a les prefectures de Yoto i de Mono Mitjà, a més a més de a Lomé i altres ciutats del sud del país. El codi ISO 369-3 de l'aguna és aug i el seu codi al glottolog és agun1238.

## Família lingüística
L'aguna és una llengua kwa, família lingüística que forma part de les llengües Benué-Congo. Concretament, segons l'ethnologue, forma part del grup lingüístic de les llengües gbes. Segons l'ethnologue, hi ha 21 llengües gbe: l'Aguna, l'ewe, el gbe, ci, el gbe, xwla oriental, el gbe, gbesi, el gbe, kotafon, el gbe, saxwe, el gbe, waci, el gbe, xwela occidental, el gbe, xwela, el kpessi, sis llengües aja (aja, gbe, ayizo, gbe, defi, gbe, tofin, gbe, weme i gun), dues llengües fons (fon i gbe, maxi) i la llengua gen, considerada l'única llengua mina. Segons el glottolog, és una de les llengües gbes occidentals com el adangbe, l'ewe, el gen, el kpessi i el gbe, waci.

## Sociolingüística, estatus i ús de la llengua
L'aguna és una llengua vigorosa (EGIDS 6a): és parlada per persones de totes les generacions i la seva situació és sostenible. Els seus parlants també parlen fon, gen i ifè.